# ماتي فيليانن
ماتي فيليانن هو سياسي فنلندي، ولد في 25 مايو 1937، وتوفي في 4 مايو 2015. نشط حزبياً في حزب الائتلاف الوطني الفنلندي. وقد انتخب عضو برلمان فنلندا ‏.